# Pats Croft Eyot
Pats Croft Eyot ist eine Insel in der Themse in England, oberhalb des Bell Weir Lock, zwischen Wraysbury, Berkshire und Runnymede, Surrey. Die Insel ist in Privatbesitz und bewohnt, sie hat keine Landverbindung und ist nur mit dem Boot zu erreichen.